# 杨必祯
杨必祯，福建晋江（福建泉州）人，清朝政治人物。
顺治戊子副榜。曾于1660年接替张超任华亭县知县一职，1661年由严士骑接任。